# Aptychotrema
Az Aptychotrema a porcos halak (Chondrichthyes) osztályának a Rhinopristiformes rendjébe, ezen belül a Trygonorrhinidae családjába tartozó nem.

## Rendszertani eltérések
Egészen 2016-ig az idetartozó fajokat, még a hegedűrája-félék (Rhinobatidae) családjába sorolták be. A FishBase egyelőre még hegedűrájákként kezeli ezeket a fajokat.

## Tudnivalók
Az Aptychotrema-fajok az Indiai- és a Csendes-óceánok határain fordulnak elő. E porcos halak mérete fajtól függően 58-120 centiméter közötti.

## Rendszerezés
A nembe az alábbi 3 élő faj és 1 fosszilis faj tartozik:
- Aptychotrema rostrata (Shaw, 1794) - típusfaj
- Aptychotrema timorensis Last, 2004
- Aptychotrema vincentiana (Haacke, 1885)

- †Aptychotrema massoniae Bernardez, 2002

### Fordítás
- Ez a szócikk részben vagy egészben  az   Aptychotrema című angol Wikipédia-szócikk ezen változatának fordításán alapul.  Az eredeti cikk szerkesztőit annak laptörténete sorolja fel. Ez a jelzés csupán a megfogalmazás eredetét és a szerzői jogokat jelzi, nem szolgál a cikkben szereplő információk forrásmegjelöléseként.